# Вилья-Корсо
Вилья-Корсо (исп. Villa Corzo) — город в Мексике, штат Чьяпас, входит в состав одноимённого муниципалитета и является его административным центром. Численность населения, по данным переписи 2020 года, составила 11 556 человек.

## Общие сведения
Поселение было основано в доиспанский период народом чьяпанеки, которые называли его Macatapana, что с их языка можно перевести как — место без больших деревьев.
В период колонизации доминиканские монахи построили монастырь Святой Троицы для евангелизации местного населения, а деревня получила название Ла-Тринидад (исп. La Trinidad — Троица).
5 ноября 1873 года губернатор Хосе Пантелеон Домингес присвоил поселению статус посёлка с названием Тринидад-де-ла-Лей.
3 ноября 1893 года губернатор Эмилио Рабаса присвоил поселению статус вильи и переименовал его в честь известного мексиканского политика Анхеля Альбино Корсо.
18 ноября 1973 года губернатор Мануэль Веласко Суарес присвоил поселению статус города.